# Lancia Esadelta
Il Lancia Esadelta è un modello di autocarro prodotto dalla divisione Lancia Veicoli Industriali, dal 1959 al 1970, nello Stabilimento Lancia di Bolzano.

## Storia
Con il definitivo passaggio di proprietà della casa automobilistica Lancia alla famiglia Pesenti, anno 1958, i vertici dell’azienda si decisero a dare corso a un progetto teso a incrementare gli utili della società, in quel momento giudicati insoddisfacenti rispetto ai naturali obbiettivi di mercato. Per questo, parallelamente allo sviluppo dell'attività nel settore auto, si pensò di ampliare l'orizzonte degli investimenti al comparto dedicato ai veicoli da trasporto ideali per l'industria, data la rilevante richiesta registratasi in quel periodo con la formula del trasporto su gomma, frutto della nascita delle prime autostrade, che permettevano tempi di consegna delle merci molto più competitivi rispetto al passato. 
Il progetto dell'autocarro Esadelta nasceva dunque in questa direzione, come modello di camion di categoria intermedia a quella dell'Esatau B.
Presentato nel 1959, nella sua prima veste montava un motore Lancia derivato dalla prima versione dell'Esatau 864, sei cilindri in linea, potenza strozzata a 115 cv, 1850 giri/min da 8245 cm³ , particolarmente robusto e più brillante rispetto ai suoi rivali, il nuovo autocarro godeva di una buona reputazione nel comfort di guida, considerando che il tunnel motore era costruito in vetroresina anziché in metallo. Il cambio era un 4 marce con riduttore preselettivo posto sotto il cruscotto, mentre la cabina di guida riprendeva elementi estetici di altri modelli già a listino, con possibilità di installarvi al suo interno un impianto autoradio dotato di casse acustiche.
Inizialmente l'Esadelta veniva proposto solo nella versione trattore e carro 4x2, 6x2, con peso rimorchiabile di 120ql e 190ql per il trattore. Nel 1962 compare la versione A con potenza ritoccata a 126 cv sempre a 1850 gir/min. Nel 1963 con l'arrivo della rinnovata serie ribattezzata 401 B, la gamma fu estesa ad altre tipologie di configurazione, ovverosia anche 8x2 nella declinazione a 4 assi, equipaggiato del motore denominato 401.080, lo stesso della serie 401 di cilindrata pari a 8245 cm³ e 132 CV di potenza a 2000 giri/min, che non si discostava molto dai limiti imposti nel comportamento su strada dal precedente , nonostante una velocità massima dichiarata da 64/70 Km/h a seconda del rapporto al ponte. Aveva un peso Max comb. di 267 ql di cui un rimorchiabile di 140ql. 
Anche se non fu mai realizzato un telaio per autobus, una piccola serie di telai camionistici scudati 401 vennero carrozzati in versione autobus e venduta all'estero.
Nel 1967 nasce l'ultima versione, si tratta di un progetto completamente nuovo dell'Esadelta denominato 402 C, 9469cc 176cv 2300 gir/min. 18 tonnellate di traino che ripropone la stessa cabina di guida dell'Esagamma. Tale versione come le precedenti troverà largo impiego come mezzo da cantiere, per il trasporto di autocisterne, ma anche come autopompa presso i vigili del fuoco.Molto apprezzato per la sua affidabilità generale e buone prestazioni.
La produzione degli ultimi Esadelta 401 B e 401 C terminerà nel 1970, poco dopo il passaggio di proprietà della casa automobilistica Lancia alla FIAT.
In undici anni di carriera il veicolo ottenne un considerevole indice di vendite, sia in Italia che in buona parte dei paesi europei. Alcuni esemplari vennero esportati in oriente e nelle americhe.

## Motori
- 115 CV, 8245 cm³ 401.00
- 126 CV, 8245 cm 401.070

- 132 CV, 8245 cm³ 401.080

- 176 CV, 9469 cm 402.020